# Kurt Moons
Kurt Bert Marie Herman Moons (Dendermonde, 13 november 1963) is een Belgisch ondernemer en Vlaams-nationalistisch politicus voor het Vlaams Belang.

## Biografie
Moons studeerde aan de Katholieke Universiteit Leuven, waar hij in 1986 afstudeerde in de rechten en in 1987 in de bedrijfseconomie. 
In februari 1988 ging hij als eerste universitair opgeleid personeelslid aan de slag bij de schoenenketen Brantano, als administratief en financieel verantwoordelijke. Hij klom op in het bedrijf en was er van 1990 tot 1996 financieel directeur en van 1996 tot 1998 algemeen directeur en werd in 1998 CEO van de Groep Brantano. In die hoedanigheid trok Moons naar Groot-Brittannië om er de lokale afdeling te leiden. In maart 2008 stapte hij op als CEO van Brantano, nadat de schoenenketen werd overgenomen door de Nederlandse Macintosh Retail Group.
Vervolgens werd Moons in november 2008 directeur bij kurkvloerenproducent Santana. In augustus 2010 verliet hij het bedrijf om CEO te worden van het fietsenbedrijf Eddy Merckx Cycles, hetgeen hij bleef tot in april 2014. In januari 2015 werd hij vervolgens aangesteld tot CEO van de Euro Shoe Group, het bedrijf achter de schoenketen Shoe Discount/Bristol. Na een meningsverschil over de bedrijfsstrategie stapte Moons in oktober 2017 op bij het bedrijf.
Daarna werd Moons in mei 2018 CEO bij interieurspecialist Flamant. Hij bleef er aan de slag tot in 2023. Ook leidt hij sinds 1994 zijn eigen managementvennootschap Advimo, waarmee hij freelance bedrijfsadvies verleent aan Vlaams-Brabantse KMO's, en was hij van 2008 tot 2016 zaakvoerder van een veiligheidsfirma in Sint-Genesius-Rode.
Van 2009 tot 2020 was Kurt Moons voorzitter van Pro Flandria, een denktank van ondernemers die ijvert voor Vlaamse onafhankelijkheid, en van 2021 tot 2022 was hij voorzitter van het Overlegcentrum van Vlaamse Verenigingen (OVV). In oktober 2023 sloot hij zich aan bij de partij Vlaams Belang, waar hij in januari 2025 werd aangesteld tot algemeen directeur.
Moons bekleedde de tweede plaats op de Vlaams-Brabantse lijst van de partij bij de federale verkiezingen van 9 juni 2024 en werd als dusdanig verkozen in de Kamer van volksvertegenwoordigers. Als Kamerlid werd Moons lid van de commissie Sociale Zaken, Werk en Pensioenen.
Op lokaal politiek niveau is Kurt Moons sinds december 2024 gemeenteraadslid van Beersel. 